# Valle dell'Infernaccio - Monte Sibilla
Valle dell'Infernaccio - Monte Sibilla este o arie protejată (arie specială de conservare — SAC, sit de importanță comunitară — SCI) din Italia întinsă pe o suprafață de 3.415 ha, integral pe uscat.

## Localizare
Centrul sitului Valle dell'Infernaccio - Monte Sibilla este situat la coordonatele 42°54′40″N 13°15′30″E / 42.911111°N 13.258333°E.

## Înființare
Situl Valle dell'Infernaccio - Monte Sibilla a fost declarat sit de importanță comunitară în iunie 1995 pentru a proteja 22 de specii de animale. Situl a fost protejat și ca arie specială de conservare în decembrie 2016.

## Biodiversitate
Situată în ecoregiunea continentală, aria protejată conține 16 habitate naturale: Grohotișuri calcaroase și de șisturi calcaroase de la nivelul montan până la nivelul alpin (Thlaspietea rotundifolii), Pseudostepă cu ierburi și specii anuale de Thero-Brachypodietea, Izvoare petrifiante cu formare de travertin (Cratoneurion), Pajiști alpine și subalpine calcaroase, Formațiuni ierboase bogate în specii de Nardus, dezvoltate pe substraturi silicioase în zone montane (și în zone submontane, în Europa continentală), Păduri de Quercus ilex și Quercus rotundifolia, Formațiuni de Juniperus communis pe lande sau pajiști calcaroase, Păduri pe pante, grohotișuri și ravene de Tilio-Acerion, Galerii de Salix alba și de Populus alba, Pante stâncoase calcaroase cu vegetație casmofită, Pajiști alpine și boreale, Păduri de stejar alb estice, Pajiști uscate seminaturale și facies de acoperire cu tufișuri pe substraturi calcaroase (Festuco-Brometalia) (* situri importante pentru orhidee), Lande oro-mediteraneene cu formațiuni endemice de grozamă, Păduri de fag din Apenini cu Taxus și Ilex, Liziere de ierburi înalte hidrofile de câmpie și de nivel montan până la alpin.
La baza desemnării sitului se află mai multe specii protejate:
- păsări (14): uliu porumbar (Accipiter gentilis), uliu păsărar (Accipiter nisus), fâsă-de-câmp (Anthus campestris), acvilă de munte (Aquila chrysaetos), ciuf-de-pădure (Asio otus), cucuvea (Athene noctua), șorecarul comun (Buteo buteo), cioară neagră (Corvus corone), șoim călător (Falco peregrinus), vânturel roșu (Falco tinnunculus), sfrâncioc roșiatic (Lanius collurio), Leiopicus medius, ciocârlie de pădure (Lullula arborea), Pyrrhocorax pyrrhocorax
- amfibieni (2): Bombina pachypus, Triturus carnifex
- mamifere (1): lupul (Canis lupus)
- nevertebrate (2): rădașcă (Lucanus cervus), Rosalia alpina
- pești (1): salmo cettii (Salmo cetti)
- reptile (2): șarpele cu patru dungi (Elaphe quatuorlineata), Vipera ursinii

Pe lângă speciile protejate, pe teritoriul sitului au mai fost identificate 9 specii de plante, 4 specii de păsări, 2 specii de mamifere, 2 specii de nevertebrate, 9 specii de reptile.